# Port morski Wellington

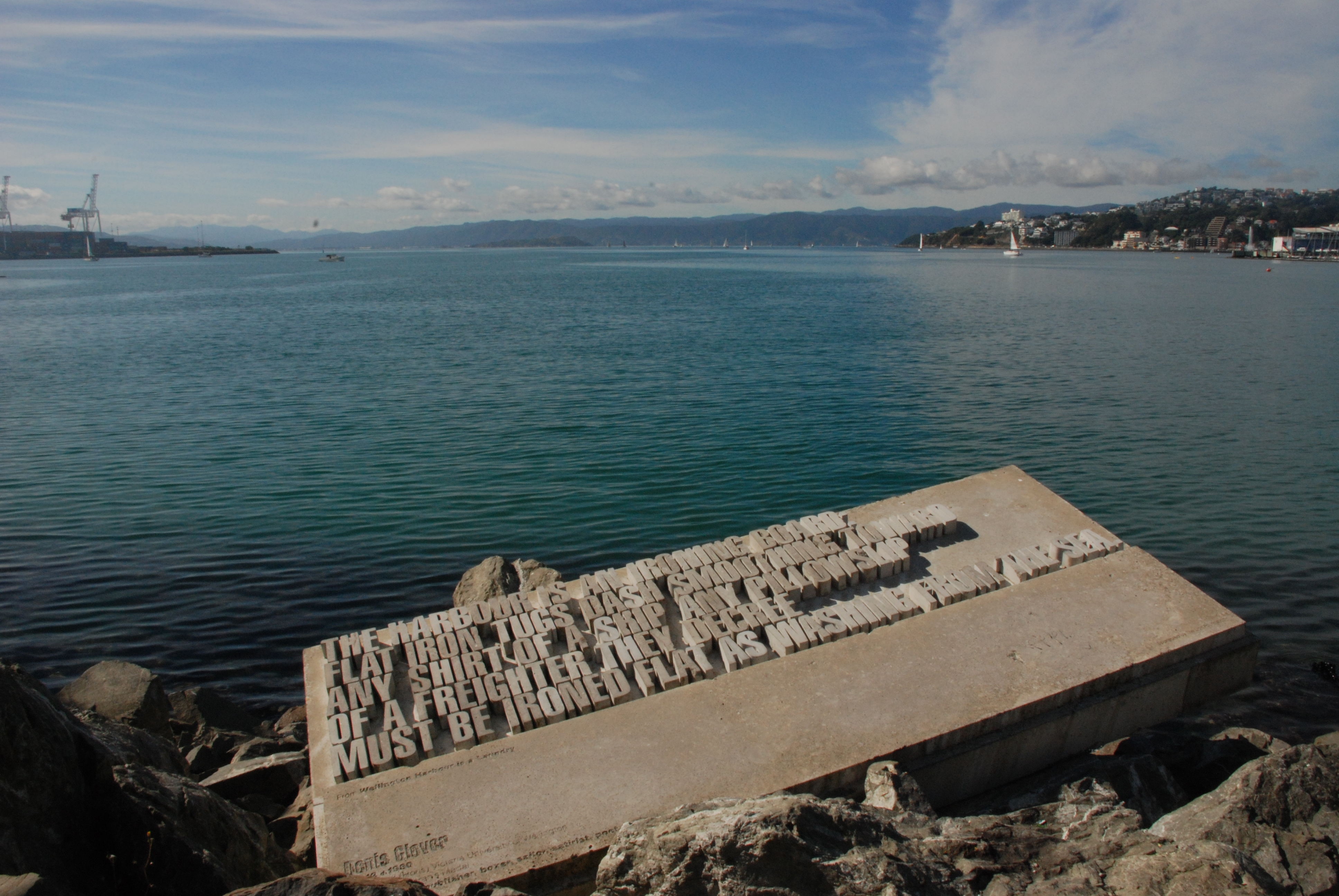
Port morski Wellington z poematem autorstwa Denisa Glovera

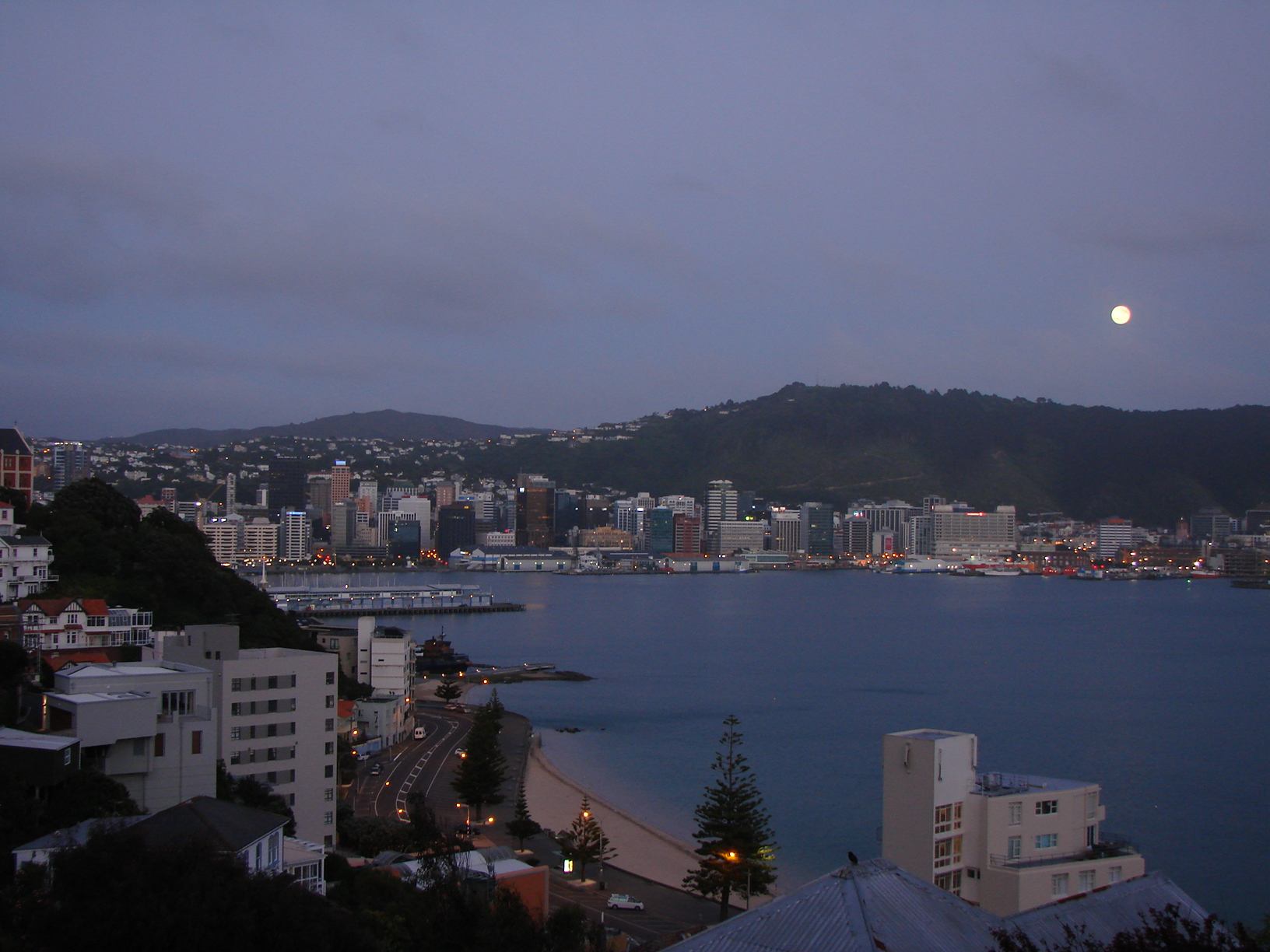
Port Morski Wellington

Port morski Wellington – duży naturalny port morski położony na południowym krańcu wyspy północnej Nowej Zelandii w stolicy tego państwa, Wellington. Oficjalna nazwa portu brzmiała Port Nicholson, obecną nazwę (ang. Wellington Harbour) przyjęto w latach 80. XX wieku.

## Historia
W czasie wielkiej kolonizacji Nowej Zelandii port i jego okolice stały się okazją do zagospodarowania tych terenów. Pierwotnie zdecydowano, że port znajdował się będzie na terenie Petone, na przedmieściach miasta Lower Hutt. Port zbudowano w roku 1840, jednak z powodu grząskich gruntów w Petone port przeniesiono do Wellington późną jesienią tego samego roku, gdzie stoi do dziś.

## Transport
Port obsługuje całą Nową Zelandię, przede wszystkim jednak Wyspę Północną. Średnio odnotowuje się ok. 14 tys. przewozów każdego roku. Promy morskie zaczęły działać pod koniec XIX wieku i regularnie kursują z Wellington do Picton i Days Bay.